# Coppa delle nazioni del Golfo
La Coppa delle nazioni del Golfo (in arabo كأس الخليج‎?, in inglese Gulf Cup of Nations), anche conosciuta con il nome di Coppa del Golfo, è una competizione calcistica riservata alle nazionali dei paesi del Golfo persico e organizzata dall'Asian Football Confederation (AFC) e dalla Federazione calcistica della Coppa delle nazioni del Golfo (AGFF). 
A differenza di altre competizioni riservate alle nazionali di calcio, non ha cadenza fissa, ma variabile: si può disputare ogni anno, ogni due, tre o quattro anni, a seconda delle esigenze organizzative dell'AGFF.

## Storia
La competizione fu istituita all'Olimpiade del 1968 da Bahrein, Kuwait, Arabia Saudita e Qatar. Il dibattito intorno all'opportunità di istituire una competizione calcistica aperta alle nazionali degli stati del Golfo persico si sviluppò su iniziativa delle varie federcalcio dei paesi del Golfo e del Consiglio di cooperazione del Golfo. Il disegno si concretizzò con l'istituzione della Coppa delle nazioni del Golfo, la cui prima edizione si tenne nel 1970 in Bahrein e fu vinta dal Kuwait.
Nell'edizione inaugurale e nella successiva del 1972 la coppa veniva assegnata al vincitore di un campionato a girone unico di sola andata. L'edizione seguente del 1974 vide per la prima volta una fase a eliminazione diretta a partire dalle semifinali, con la conseguente presenza di due gironi, mentre nella successiva del 1976 (e nel 1984) si tornò al girone singolo, ma con una finale in partita secca tra le prime due classificate. Nel 1979, e poi dal 1982 al 2003, si tornò alla formula del campionato per stabilire il vincitore del trofeo. Dal 2004 il formato del torneo prevede due gironi e una fase a eliminazione diretta a partire dalle semifinali, con l'aggiunta della finale per il terzo posto in alcune edizioni.

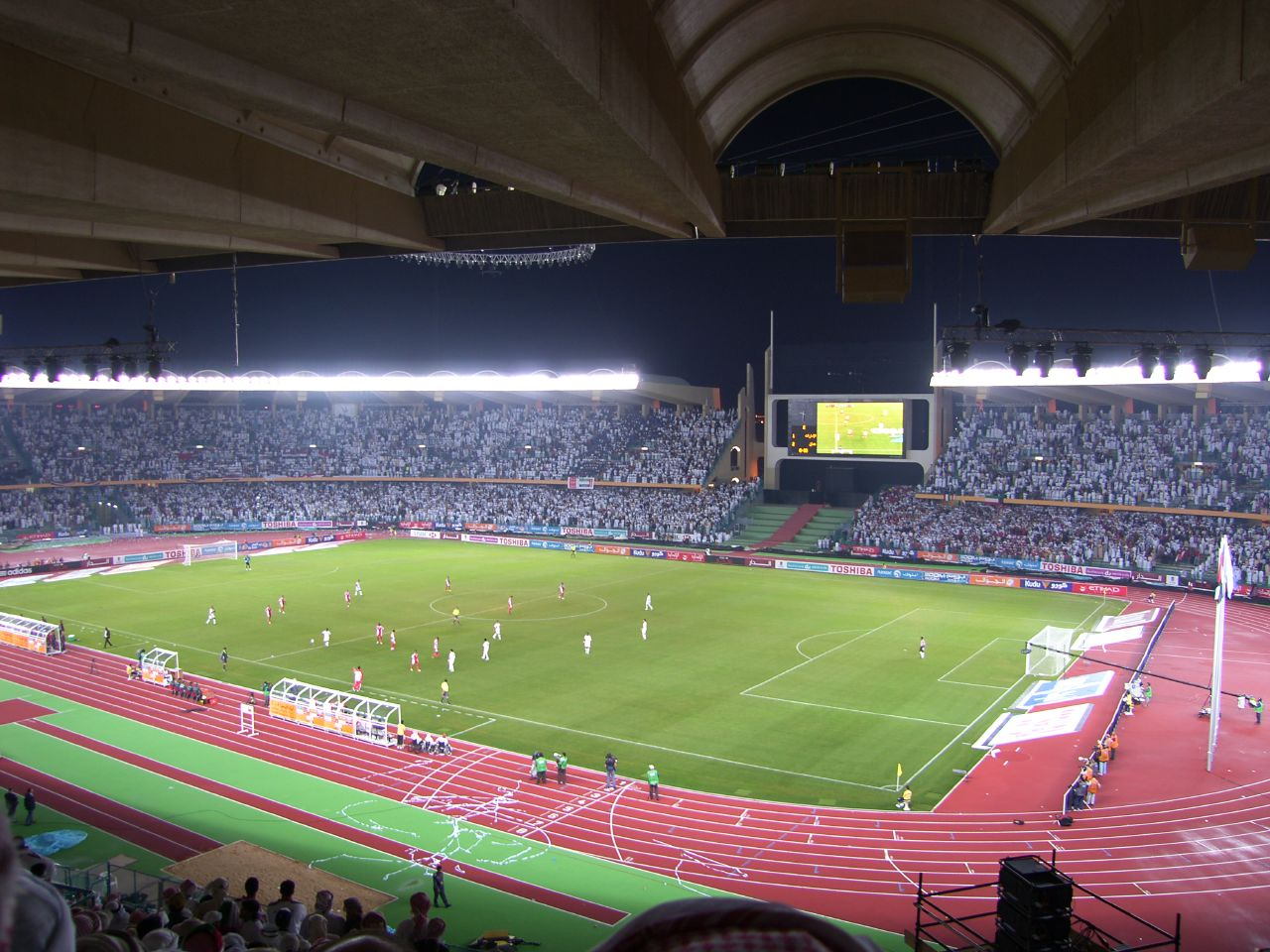
Veduta dello stadio gremito durante la 18ª Coppa del Golfo Arabo ad Abu Dhabi nel 2007.

L'edizione iniziale del torneo prevedeva quattro partecipanti: Arabia Saudita, Bahrein, Kuwait e Qatar; la cerchia di partecipanti si è allargata di anno in anno con l'aggiunta degli Emirati Arabi Uniti nel 1972, dell'Oman nel 1974, dell'Iraq nel 1976 e infine dello Yemen nel 2003, per un totale di otto nazionali. Oltre che l'ultima a esordire nel torneo, nell'edizione 2010 lo Yemen è stato anche l'ultima nazionale tra le otto partecipanti a ospitare la competizione almeno una volta. Tra tutte le nazionali ad oggi partecipanti, Kuwait, Arabia Saudita e Qatar sono le uniche tre ad aver partecipato a tutte le 25 edizioni fino ad oggi. Nell'albo d'oro il Kuwait è la nazionale più titolata del torneo, con 10 vittorie; seguono le 4 vittorie dell'Iraq, tre vittorie per Arabia Saudita e Qatar, due per Bahrain ed Emirati Arabi Uniti e il trionfo singolo dell'Oman; di conseguenza, lo Yemen è l'unica nazionale a non aver mai vinto il torneo.
Nel maggio 2016 è stata istituita la Federazione calcistica della Coppa delle nazioni del Golfo, organismo che coordina le attività delle federazioni calcistiche degli stati che organizzano il torneo.
Dal 1990 al 2003, la nazionale dell'Iraq fu escluso dalla competizione a causa della Guerra del Golfo.
La 21ª Coppa del Golfo Arabo del 2013 era originariamente prevista nella città di Bassora, in Iraq, ma la sede della competizione fu spostata in Bahrein nell’ottobre 2011 per garantire che l’Iraq potesse ospitare adeguatamente la competizione nell’edizione successiva, la 22ª.
Anche la 22ª Coppa del Golfo Arabo fu spostata si sarebbe dovuto svolgere a Bassora, in Iraq, ma successivamente si decise di cambiare la sede delle partite con Riad, in Arabia Saudita, viste le difficoltà da parte della città irachena nell'organizzazione e per i possibili problemi di sicurezza.
Allo stesso modo, la 23ª Coppa del Golfo Arabo era inizialmente prevista a Bassora, in Iraq, con una decisione ufficiale attesa per febbraio 2015. Il 2 febbraio 2015, il Ministero della Gioventù iracheno però annunciò che l’Iraq, per la terza edizione consecutiva, non avrebbe ospitato la competizione a causa della crisi finanziaria che stava vivendo il paese.
Nel 2017, l’Arabia Saudita, gli Emirati Arabi Uniti e il Bahrein interruppero le relazioni diplomatiche con il Qatar. Nel luglio 2019, la AGCFF annunciò che la 24ª edizione della Coppa del Golfo Arabo si sarebbe tenuta nella capitale qatariota, Doha. Nell’ottobre 2019, i tre paesi annunciarono che non avrebbero partecipato alla competizione. Tuttavia, successivamente, nel novembre 2019, le tre nazionali accettarono di partecipare e il sorteggio del torneo fu rifatto.

## Albo d'oro
| Vittorie | Nazione             | Anno/i                                                     |
| -------- | ------------------- | ---------------------------------------------------------- |
| 10       | Kuwait              | 1970, 1972, 1974, 1976, 1982, 1986, 1990, 1996, 1998, 2010 |
| 4        | Iraq                | 1979, 1984, 1988, 2023                                     |
| 3        | Qatar               | 1992, 2004, 2014                                           |
| 3        | Arabia Saudita      | 1994, 2002, 2003                                           |
| 2        | Emirati Arabi Uniti | 2007, 2013                                                 |
| 2        | Bahrein             | 2019, 2024                                                 |
| 2        | Oman                | 2009, 2017-2018                                            |

## Edizioni
| Anno               | Paese ospitante     |                     | Classifica finale       | Classifica finale   | Classifica finale         | Classifica finale         | Classifica finale         | Classifica finale | Classifica finale | Classifica finale | Classifica finale | Classifica finale | Classifica finale | Classifica finale | Classifica finale |
| Anno               | Paese ospitante     | Campione            | 2º posto                | 2º posto            | 3º posto                  | 4º posto                  | 4º posto                  |                   |                   |                   |                   |                   |                   |                   |                   |
| 1970 Dettagli      | Bahrein             | Kuwait              | Bahrein                 | Bahrein             | Arabia Saudita            | Qatar                     | Qatar                     |                   |                   |                   |                   |                   |                   |                   |                   |
| 1972 Dettagli      | Arabia Saudita      | Kuwait              | Arabia Saudita          | Arabia Saudita      | Emirati Arabi Uniti       | Qatar                     | Qatar                     |                   |                   |                   |                   |                   |                   |                   |                   |
| Anno               | Paese Ospitante     | Finale              | Finale                  | Finale              | Finale per il terzo posto | Finale per il terzo posto | Finale per il terzo posto |                   |                   |                   |                   |                   |                   |                   |                   |
| Anno               | Paese Ospitante     | Campione            | Risultato               | 2º posto            | 3º posto                  | Risultato                 | 4º posto                  |                   |                   |                   |                   |                   |                   |                   |                   |
| 1974 Dettagli      | Kuwait              | Kuwait              | 4 - 0                   | Arabia Saudita      | Qatar                     | 1 - 1 (dts) 4 - 1 (dtr)   | Emirati Arabi Uniti       |                   |                   |                   |                   |                   |                   |                   |                   |
| Anno               | Paese ospitante     | Classifica finale   | Classifica finale       | Classifica finale   | Classifica finale         | Classifica finale         | Classifica finale         | Classifica finale | Classifica finale | Classifica finale | Classifica finale | Classifica finale | Classifica finale | Classifica finale |                   |
| Anno               | Paese ospitante     | Campione            | 2º posto                | 2º posto            | 3º posto                  | 4º posto                  | 4º posto                  |                   |                   |                   |                   |                   |                   |                   |                   |
| 1976 Dettagli      | Qatar               | Kuwait              | Iraq                    | Iraq                | Qatar                     | Bahrein                   | Bahrein                   |                   |                   |                   |                   |                   |                   |                   |                   |
| 1979 Dettagli      | Iraq                | Iraq                | Kuwait                  | Kuwait              | Arabia Saudita            | Bahrein                   | Bahrein                   |                   |                   |                   |                   |                   |                   |                   |                   |
| 1982 Dettagli      | Emirati Arabi Uniti | Kuwait              | Bahrein                 | Bahrein             | Emirati Arabi Uniti       | Arabia Saudita            | Arabia Saudita            |                   |                   |                   |                   |                   |                   |                   |                   |
| 1984 Dettagli      | Oman                | Iraq                | Qatar                   | Qatar               | Arabia Saudita            | Emirati Arabi Uniti       | Emirati Arabi Uniti       |                   |                   |                   |                   |                   |                   |                   |                   |
| 1986 Dettagli      | Bahrein             | Kuwait              | Emirati Arabi Uniti     | Emirati Arabi Uniti | Arabia Saudita            | Qatar                     | Qatar                     |                   |                   |                   |                   |                   |                   |                   |                   |
| 1988 Dettagli      | Arabia Saudita      | Iraq                | Emirati Arabi Uniti     | Emirati Arabi Uniti | Arabia Saudita            | Bahrein                   | Bahrein                   |                   |                   |                   |                   |                   |                   |                   |                   |
| 1990 Dettagli      | Kuwait              | Kuwait              | Qatar                   | Qatar               | Bahrein                   | Oman                      | Oman                      |                   |                   |                   |                   |                   |                   |                   |                   |
| 1992 Dettagli      | Qatar               | Qatar               | Bahrein                 | Bahrein             | Arabia Saudita            | Emirati Arabi Uniti       | Emirati Arabi Uniti       |                   |                   |                   |                   |                   |                   |                   |                   |
| 1994 Dettagli      | Emirati Arabi Uniti | Arabia Saudita      | Emirati Arabi Uniti     | Emirati Arabi Uniti | Bahrein                   | Qatar                     | Qatar                     |                   |                   |                   |                   |                   |                   |                   |                   |
| 1996 Dettagli      | Oman                | Kuwait              | Qatar                   | Qatar               | Arabia Saudita            | Emirati Arabi Uniti       | Emirati Arabi Uniti       |                   |                   |                   |                   |                   |                   |                   |                   |
| 1998 Dettagli      | Bahrein             | Kuwait              | Arabia Saudita          | Arabia Saudita      | Emirati Arabi Uniti       | Oman                      | Oman                      |                   |                   |                   |                   |                   |                   |                   |                   |
| 2002 Dettagli      | Arabia Saudita      | Arabia Saudita      | Qatar                   | Qatar               | Kuwait                    | Bahrein                   | Bahrein                   |                   |                   |                   |                   |                   |                   |                   |                   |
| 2003 Dettagli      | Kuwait              | Arabia Saudita      | Bahrein                 | Bahrein             | Qatar                     | Oman                      | Oman                      |                   |                   |                   |                   |                   |                   |                   |                   |
| Anno               | Paese Ospitante     | Finale              | Finale                  | Finale              | Finale per il terzo posto | Finale per il terzo posto | Finale per il terzo posto |                   |                   |                   |                   |                   |                   |                   |                   |
| Anno               | Paese Ospitante     | Campione            | Risultato               | 2º posto            | 3º posto                  | Risultato                 | 4º posto                  |                   |                   |                   |                   |                   |                   |                   |                   |
| 2004 Dettagli      | Qatar               | Qatar               | 1 - 1 (dts) 5 - 4 (dtr) | Oman                | Bahrein                   | 3 - 1                     | Kuwait                    |                   |                   |                   |                   |                   |                   |                   |                   |
| 2007 Dettagli      | Emirati Arabi Uniti | Emirati Arabi Uniti | 1 - 0                   | Oman                | Bahrein Arabia Saudita    | Bahrein Arabia Saudita    | Bahrein Arabia Saudita    |                   |                   |                   |                   |                   |                   |                   |                   |
| 2009 Dettagli      | Oman                | Oman                | 0 - 0 (dts) 6 - 5 (dtr) | Arabia Saudita      | Qatar Kuwait              | Qatar Kuwait              | Qatar Kuwait              |                   |                   |                   |                   |                   |                   |                   |                   |
| 2010 Dettagli      | Yemen               | Kuwait              | 1 - 0                   | Arabia Saudita      | Iraq Emirati Arabi Uniti  | Iraq Emirati Arabi Uniti  | Iraq Emirati Arabi Uniti  |                   |                   |                   |                   |                   |                   |                   |                   |
| 2013 Dettagli      | Bahrein             | Emirati Arabi Uniti | 2 - 1 (dts)             | Iraq                | Kuwait                    | 6 - 1                     | Bahrein                   |                   |                   |                   |                   |                   |                   |                   |                   |
| 2014 Dettagli      | Arabia Saudita      | Qatar               | 2 - 1                   | Arabia Saudita      | Emirati Arabi Uniti       | 1 - 0                     | Oman                      |                   |                   |                   |                   |                   |                   |                   |                   |
| 2017-2018 Dettagli | Kuwait              | Oman                | 0 - 0 (dts) 5 - 4 (dtr) | Emirati Arabi Uniti | Iraq Bahrein              | Iraq Bahrein              | Iraq Bahrein              |                   |                   |                   |                   |                   |                   |                   |                   |
| 2019 Dettagli      | Qatar               | Bahrein             | 1 - 0                   | Arabia Saudita      | Iraq Qatar                | Iraq Qatar                | Iraq Qatar                |                   |                   |                   |                   |                   |                   |                   |                   |
| 2023 Dettagli      | Iraq                | Iraq                | 3 - 2 (dts)             | Oman                | Bahrein Qatar             | Bahrein Qatar             | Bahrein Qatar             |                   |                   |                   |                   |                   |                   |                   |                   |
| 2024 Dettagli      | Kuwait              | Bahrein             | 2 - 1                   | Oman                | Kuwait Arabia Saudita     | Kuwait Arabia Saudita     | Kuwait Arabia Saudita     |                   |                   |                   |                   |                   |                   |                   |                   |
| 2026 Dettagli      | Arabia Saudita      |                     |                         |                     |                           |                           |                           |                   |                   |                   |                   |                   |                   |                   |                   |

## Piazzamenti
| Squadra             | 1º | 2º | 3º | 4º |
| Kuwait              | 10 | 1  | 3  | 1  |
| Iraq                | 4  | 2  | 1  | 0  |
| Arabia Saudita      | 3  | 7  | 7  | 2  |
| Qatar               | 3  | 4  | 4  | 4  |
| Emirati Arabi Uniti | 2  | 4  | 4  | 4  |
| Oman                | 2  | 4  | 0  | 4  |
| Bahrein             | 2  | 4  | 3  | 5  |

## Partecipazioni e prestazioni nelle fasi finali
| Nazionale            | 1970 | 1972 | 1974 | 1976 | 1979 | 1982 | 1984 | 1986 | 1988 | 1990 | 1992 | 1994 | 1996 | 1998 | 2002 | 2003 | 2004 | 2007 | 2009 | 2010 | 2013 | 2014 | 2017-2018 | 2019 | 2023 | Partecip. | Vittorie |
| Kuwait               | 1º   | 1º   | 1º   | 1º   | 2º   | 1º   | 6º   | 1º   | 5º   | 1º   | 5º   | 5º   | 1º   | 1º   | 3º   | 6º   | 4º   | 1T   | SF   | 1º   | 3º   | 1T   | 1T        | 1T   | 1T   | 25        | 10       |
| Arabia Saudita       | 3º   | 2º   | 2º   | 5º   | 3º   | 4º   | 3º   | 3º   | 3º   | R    | 3º   | 1º   | 3º   | 2º   | 1º   | 1º   | 1T   | SF   | 2º   | 2º   | 1T   | 2º   | 1T        | 2º   | 1T   | 25        | 3        |
| Qatar                | 4º   | 4º   | 3º   | 3º   | 5º   | 5º   | 2º   | 4º   | 6º   | 2º   | 1º   | 4º   | 2º   | 6º   | 2º   | 3º   | 1º   | 1T   | SF   | 1T   | 1T   | 1º   | 1T        | SF   | SF   | 25        | 3        |
| Iraq                 | -    | -    | -    | 2º   | 1º   | R    | 1º   | 6º   | 1º   | R    | -    | -    | -    | -    | -    | -    | 1T   | 1T   | 1T   | SF   | 2º   | 1T   | SF        | SF   | 1º   | 16        | 4        |
| Emirati Arabi Uniti  | -    | 3º   | 4º   | 6º   | 6º   | 3º   | 4º   | 2º   | 2º   | 5º   | 4º   | 2º   | 4º   | 3º   | 6º   | 5º   | 1T   | 1º   | 1T   | SF   | 1º   | 3º   | 2º        | 1T   | 1T   | 23        | 2        |
| Oman                 | -    | -    | 1T   | 7º   | 7º   | 6º   | 7º   | 7º   | 7º   | 4º   | 6º   | 6º   | 6º   | 4º   | 5º   | 4º   | 2º   | 2º   | 1º   | 1T   | 1T   | 4º   | 1º        | 1T   | 2º   | 22        | 2        |
| Bahrein              | 2º   | -    | 1T   | 4º   | 4º   | 2º   | 5º   | 5º   | 4º   | 3º   | 2º   | 3º   | 5º   | 5º   | 4º   | 2º   | 3º   | SF   | 1T   | 1T   | 4°   | 1T   | SF        | 1º   | SF   | 23        | 1        |
| Yemen                | -    | -    | -    | -    | -    | -    | -    | -    | -    | -    | -    | -    | -    | -    | -    | 7º   | 1T   | 1T   | 1T   | 1T   | 1T   | 1T   | 1T        | 1T   | 1T   | 10        | -        |
| Squadre partecipanti | 4    | 4    | 6    | 7    | 7    | 7    | 7    | 7    | 7    | 7    | 6    | 6    | 6    | 6    | 6    | 7    | 8    | 8    | 8    | 8    | 8    | 8    | 8         | 8    | 8    | Edizioni  | 24       |

Legenda: 1° = Primo classificato, 2° = Secondo classificato, 3° = Terzo classificato, 4° = Quarto classificato, 5° = Quinto classificato, 6° = Sesto classificato, 7° = Settimo classificato, 1T = Eliminato al primo turno, SF = Semifinalista, R = Ritirato, - = Non qualificato

## Nazioni ospitanti
| Edizioni | Nazione             | Anno/i                      |
| -------- | ------------------- | --------------------------- |
| 4        | Bahrein             | 1970, 1986, 1998, 2013      |
| 4        | Arabia Saudita      | 1972, 1988, 2002, 2014      |
| 4        | Kuwait              | 1974, 1990, 2003, 2017-2018 |
| 4        | Qatar               | 1976, 1992, 2004, 2019      |
| 3        | Emirati Arabi Uniti | 1982, 1994, 2007            |
| 3        | Oman                | 1984, 1996, 2009            |
| 2 1      | Iraq                | 1979, 2023                  |
| 2 1      | Yemen               | 2010                        |

## Esordienti
| Anno             | Paese ospitante | Nazionali esordienti                   |
| 1970             | Bahrein         | Arabia Saudita, Bahrein, Kuwait, Qatar |
| 1972             | Arabia Saudita  | Emirati Arabi Uniti                    |
| 1974             | Kuwait          | Oman                                   |
| 1976             | Qatar           | Iraq                                   |
| Dal 1979 al 2002 |                 | Nessuna squadra esordiente             |
| 2003             | Kuwait          | Yemen                                  |
| Dal 2004         |                 | Nessuna squadra esordiente             |